# Dál gCais
De Dál gCais vormden een tuath uit het noorden van Munster. Ze zouden afstammen van Cormac Cas of Cas mac Conall Echlúath, de broer van Eógan waarvan de Eóganachta zouden afstammen.
Aanvankelijk waren ze een vrij onbelangrijke groep, maar gedurende de vroege middeleeuwen werden ze belangrijker. Ze veroverden Thomond en dit werd daarna hun belangrijkste gebied.
Hun bekendste koning is Brian Boru, die van 1002 tot zijn dood bij de Slag bij Clontarf in 1014 hoge koning van Ierland was.